# Ana Popović

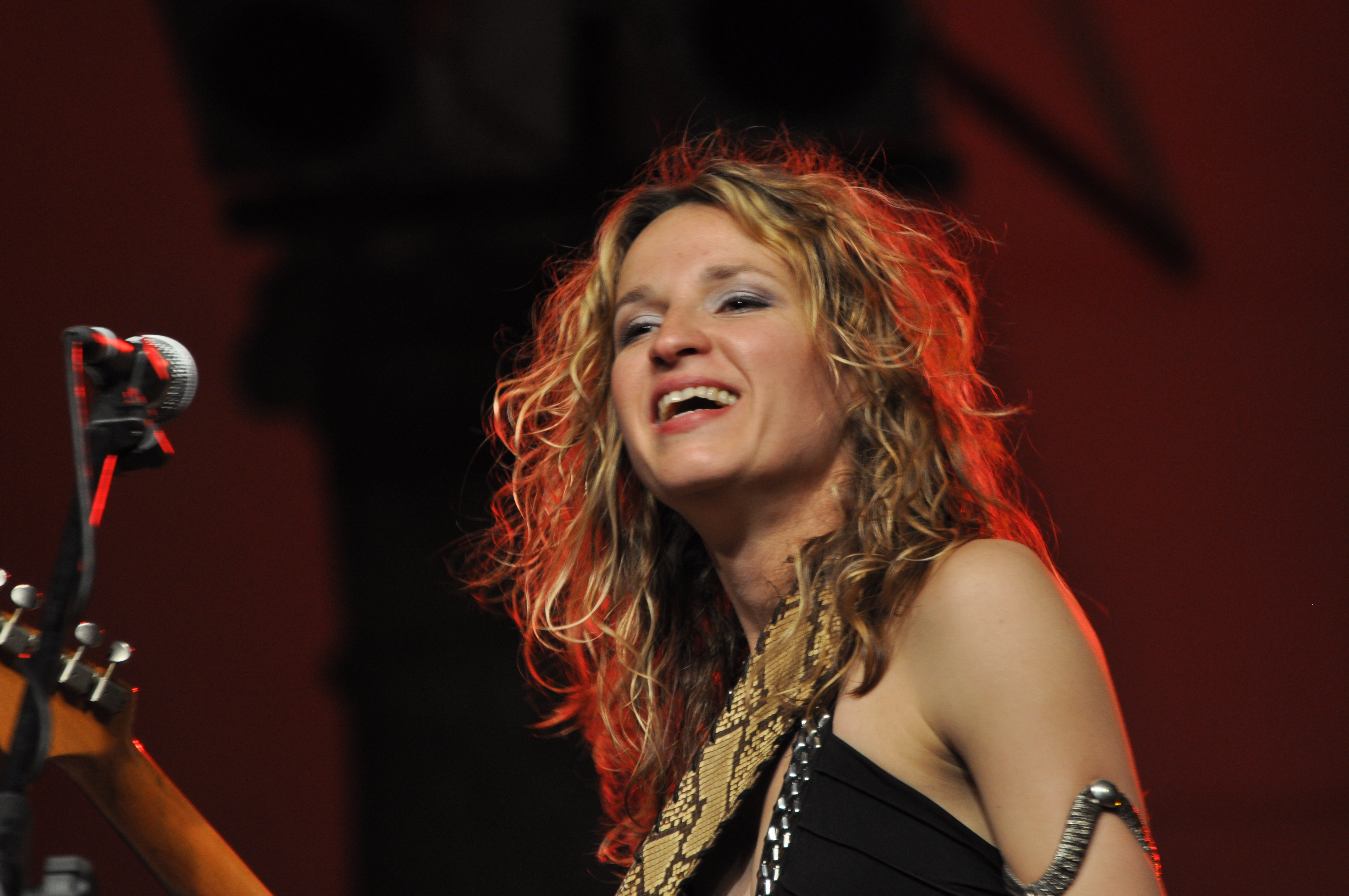
Popović (2010)

Ana Popović (serbisch-kyrillisch Ана Поповић; * 13. Mai 1976 in Belgrad, SFR Jugoslawien) ist eine serbische Blues-Gitarristin und -Sängerin.

## Leben und Karriere
Ana Popović wuchs in einer Familie auf, in der Musik große Bedeutung hatte. Ihr Vater spielte Gitarre und Bass und lud seine Freunde oft zu Jamsessions ein. Ana hörte auch regelmäßig seine Soul- und Bluesplatten. Mit 15 begann sie dann, Gitarre zu spielen. Da ihre Fortschritte bald die Kenntnisse ihres Vaters überstiegen, ermöglichte die Familie private Gitarrestunden.
1999 gründete Popović ihre erste Band Hush. Seither tritt sie regelmäßig bei allen großen europäischen Bluesfestivals auf. Im selben Jahr unterzeichnete sie einen Vertrag beim deutschen Label Ruf Records. Der endgültige Durchbruch gelang ihr 2001 mit dem Album Hush, das positive Medienresonanz zur Folge hatte. 2003 wurde sie für den W. C. Handy Award als beste neue Künstlerin nominiert. 2006 erhielt sie eine Einladung zur „Legendary Blues Cruise“. Sie war der erste europäische Künstler, der dazu eingeladen wurde. Die Bühne teilte sie inzwischen mit zahlreichen Bluesmusikern – insbesondere der Gitarristin Sue Foley und der Sängerin Candye Kane, mit denen sie regelmäßig Auftritte absolvierte – sowie arrivierteren, bluesübergreifenden Künstlern wie beispielsweise Solomon Burke, Walter Trout und Udo Lindenberg.
2007 spielte Popović auf dem Sundance Film Festival vor der Aufführung des Films What Love Is.
Aus Popovićs Lied Slow Dance (2018) wird in Martin Suters Krimi Allmen und Herr Weynfeldt (2024) zitiert.

## Diskografie (Auswahl)
- 1998 – Hometown (mit Hush)
- 2000 – Hush!
- 2003 – Comfort to the Soul
- 2005 – Ana! (Konzertmitschnitt, auch als DVD)
- 2007 – Still Making History (Billboard Top Blues Albums #3)
- 2009 – Blind for Love
- 2010 – An Evening At Trasimeno Lake  (Konzertmitschnitt, auch als DVD)
- 2011 – Unconditional
- 2013 – Can You Stand the Heat
- 2015 – Blue Room (mit Milton Popović)
- 2016 – Trilogy (Dreifachalbum)
- 2018 – Like It on Top
- 2020 – Live For Live (Konzertmitschnitt auch als DVD)
- 2023 – Power

## Auszeichnungen
- 2002 – Nominiert als „Best Singer“, „Best Guitarist“ und „Best Album“ – French Blues Awards
- 2003 – Erste europäische Nominierung „Best New Artist Debut“ – W. C. Handy Awards
- 2003 – Nominierung „Best Blues Album“ – Jammie Awards in New York City
- 2006 – Nominierung „Best Blues DVD (2005)“, „Best Live Performer“, „Best Female Blues Artist“ und „Most Outstanding Musician (Guitar)“ – Living Blues Awards
- 2007 – Nominierung „Blues Artist of the Year“ – BluesWax 2007
- 2010 – Nominierung „Best Overseas Artist“ – British Blues Awards